# Ditrichum hyalinum
Ditrichum hyalinum là một loài rêu trong họ Ditrichaceae. Loài này được Mitt. Kuntze mô tả khoa học đầu tiên năm 1891.